# Boris Borissowitsch Nadeschdin

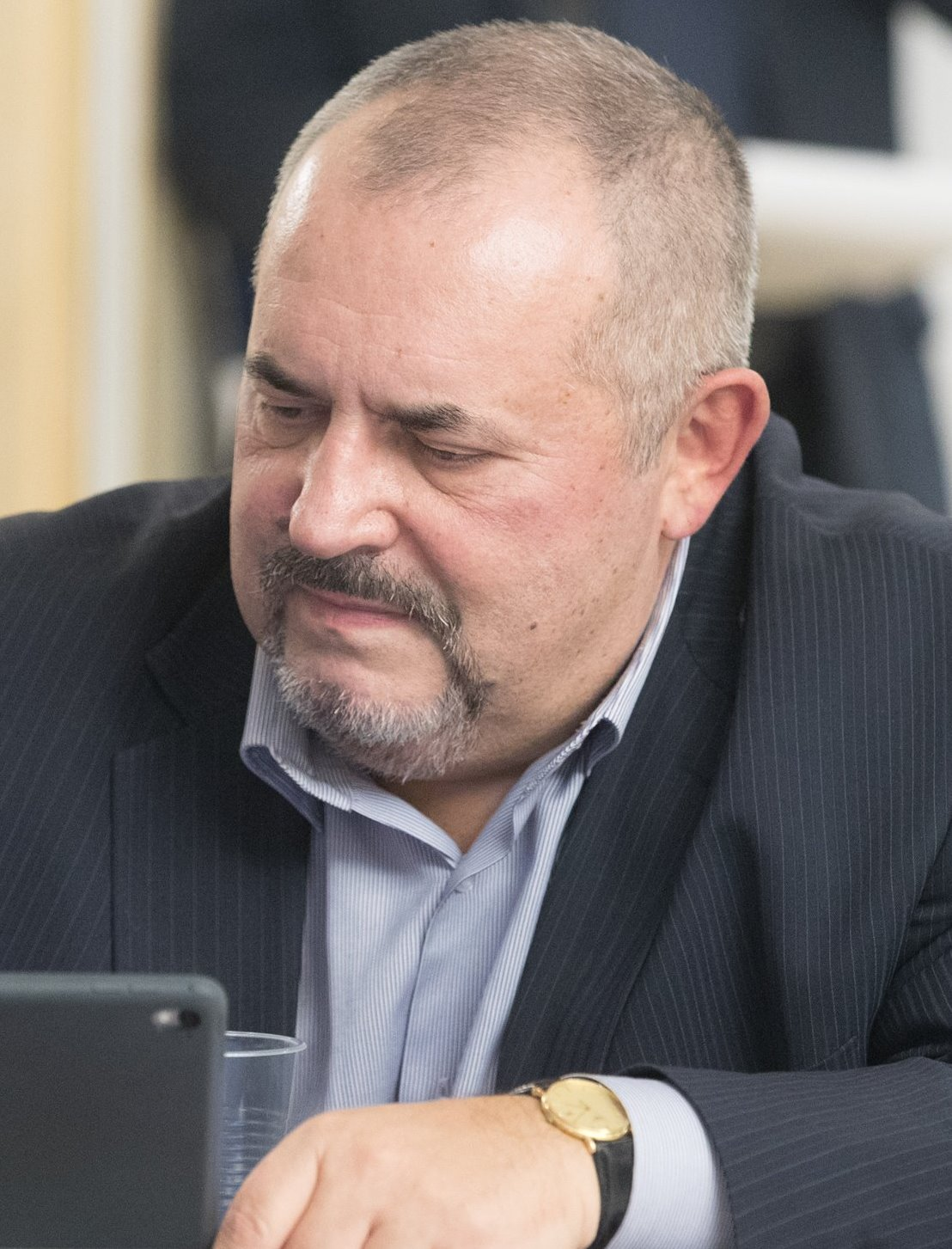
Boris Nadeschdin, 2017

Boris Borissowitsch Nadeschdin (russisch Борис Борисович Надеждин; geboren am 26. April 1963 in Taschkent, Usbekische SSR, Sowjetunion; heute Usbekistan) ist ein russischer Politiker, Rechtsanwalt und Menschenrechtler.

## Kindheit und Bildungsweg
Nadeschdins Eltern gehörten nicht der usbekischen Volksgruppe an; sein russischer Großvater väterlicherseits, ein Komponist, kam in den 1930er Jahren nach Zentralasien. Nadeschdins Mutter entstammte einer ukrainisch-jüdischen Familie. Er erlebte das Erdbeben von Taschkent 1966, das sich an seinem dritten Geburtstag ereignete. 1969 wurde er von seinen Eltern in die Stadt Dolgoprudny gebracht, wo sein Vater am Moskauer Institut für Physik und Technologie (MIPT) studierte und seine Mutter Studentin am Moskauer Konservatorium war.
1979 graduierte er in Physik und Mathematik an der Lomonossow-Universität Moskau.
Im Jahr 1985 schloss Nadeschdin ein Physikstudium am MIPT mit Auszeichnung ab.
1993 schloss Nadeschdin eine zweite Hochschulausbildung an der nach Oleg Kutafin benannten Juristischen Universität Moskau mit Auszeichnung ab.

## Politik

### Karriere bis 2023
Während Boris Jelzins Amtszeit als Staatspräsident war Nadeschdin Berater des damaligen Vizeministerpräsidenten Boris Nemzow und Assistent von Ministerpräsident Sergej Kirijenko.
Von 1990 bis 2007 war Nadeschdin Abgeordneter im Stadtrat von Dolgoprudny. Von 1990 bis 1992 war er stellvertretender Vorsitzender des Stadtrates. Bei der Parlamentswahl in Russland 1999 wurde er über die Liste der Union der rechten Kräfte zum Mitglied der Duma gewählt. Er gehörte der Duma bis 2003 an und war dort stellvertretender Fraktionsvorsitzender. Seit 2019 ist er wieder Abgeordneter in Dolgoprudny.
Er war Mitglied der Union der rechten Kräfte und von 2008 bis 2011 Mitglied von deren Nachfolgepartei Rechte Sache (nach Übersetzung auch „richtige Sache“). Zur Parlamentswahl 2011 weigerte sich Nadeschdin, in die Top Drei der Wahlliste der Partei Rechte Sache aufgenommen zu werden, führte aber bei den Wahlen zur Moskauer Oblastduma die Liste jener Partei an. Im Dezember 2011 verließ Nadeschdin die Partei und begründete seine Entscheidung mit dem Wunsch, gemeinsam mit dem ehemaligen Chef des Finanzministeriums, Alexei Kudrin, eine neue rechtsorientierte Partei zu gründen.
Im Jahr 2019 führte Nadeschdin die Liste der Partei Gerechtes Russland bei den Wahlen zum Stadtrat der Stadt Dolgoprudny an, obwohl er kein Mitglied jener Partei war.
Im März 2020 unterzeichnete Nadeschdin einen offenen Brief, der sich gegen die von Staatspräsident Wladimir Putin vorgeschlagenen Änderungen der Verfassung Russlands aussprach.
Nach Beginn des russischen Überfalls auf die Ukraine trat Nadeschdin in den Jahren 2022 und 2023 mehrmals im russischen Fernsehen in Polit-Talkshows auf, wo er die regierungskritische Stimme abbildete. Seitdem sich Nadeschdin bei einem TV-Auftritt dafür aussprach Putin abzuwählen, ist er nicht mehr als Talkshowgast im russischen Fernsehen zu sehen. In einem Social-Media-Posting nannte er Putins Präsidentschaft eine „Diktatur“.
Bei den im Jahr 2023 abgehaltenen Gouverneurswahlen in der Oblast Moskau nominierte sich Nadeschdin selbst als Kandidat für die Partei Bürgerinitiative, ihm wurde jedoch die Registrierung verweigert, da er nicht die erforderliche Anzahl an Unterschriften von Gemeindeabgeordneten zu seiner Unterstützung sammeln konnte.

### Abgelehnte Präsidentschaftskandidatur 2024

Nadeschdins Präsidentschaftskampagnenlogo

Nadeschdin wollte bei den Präsidentschaftswahlen im März 2024 als oppositioneller Kandidat für die Partei Bürgerinitiative antreten. Er lehnt den russisch-ukrainischen Krieg ab und gilt als altliberal. Nadeschdin sammelte nach eigenen Angaben mehr als 200.000 Unterschriften, um zur Wahl zugelassen zu werden. Allerdings durften der Zentralen Wahlkommission (ZIK) nur 105.000 Unterschriften vorgelegt werden. 105.000 anstandslose Unterschriften musste ein Kandidat sammeln, um zur Wahl antreten zu dürfen. Die ZIK behauptete, dass Nadeschdins Unterschriften-Dokumente dutzende Eintragungen von Personen enthielten, die verstorben seien. Am 8. Februar 2024 gab die ZIK bekannt, in über fünf Prozent der eingereichten Unterschriftsdokumente Fehler gefunden zu haben und ihn deswegen nicht zur Wahl zuzulassen. Nadeschdin wollte die Entscheidung vor dem Obersten Gericht anfechten. Dieses wies am 22. Februar 2024 seine Klage gegen den Wahlausschuss ab, woraufhin Nadeschdin bekanntgab, auch diese Entscheidung anfechten zu werden. Als der Oberste Gerichtshof am 4. März ein Urteil des Wahlausschusses zulasten Nadeschdins bestätigte, kündigte Nadeschdin an, eine Beschwerde beim Präsidium des Obersten Gerichtshofs einzureichen und kommentierte dies mit den Worten „Von dort sind wir nur einen Schritt weg vom Verfassungsgericht.“
Nachdem die Oppositionelle Jekaterina Dunzowa Ende 2023 von der ZIK abgelehnt worden war, war Nadeschdin bis zur Entscheidung, ihn ebenfalls nicht zuzulassen, der einzige potenzielle Kandidat, der sich gegen den Krieg in der Ukraine aussprach.

Nach eigenen Angaben lag Nadeschdin in Wahlumfragen bei 10 bis 15 Prozent und versammelte damit „mehr Stimmen als die übrigen Gegenkandidaten [von Putin] zusammen“. Nadeschdin erklärte sich seine Nichtzulassung zur Wahl mit dem unerwarteten Anstieg seiner Popularität, denn „es wäre naiv oder arrogant zu behaupten, dass jemand Putin bei Wahlen besiegen kann.“:
„Dieser explosionsartige Aufstieg, die Warteschlangen, das waren die wahren Gründe, warum sie beschlossen haben, mir die Registrierung zu verweigern. Es wäre alles kein Problem, wenn ich ein Kandidat mit einem Potenzial von zwei bis drei Prozent gewesen wäre. Da wäre ich auf dem Stimmzettel. Aber 10 bis 15 Prozent ohne TV-Werbung, nur mit Online-Kampagne – und mit der Registrierung hätte ich die Kampagne auf andere Medien ausweiten können, an Debatten teilnehmen. Das hätte die Zustimmung noch mal nach oben treiben können. Wie viele wären es gewesen, wenn ich in einen großen TV-Kanal gekommen wäre?“
Nadeschdin kündigte vor dem Hintergrund seiner Nichtzulassung zur Präsidentschaftswahl 2024 an, seine Partei Bürgerinitiative in den nächsten Wahlen in die Staatsduma bringen zu wollen, damit bei zukünftigen Präsidentschaftswahlen das Sammeln von Unterschriften für ihn entfällt. Nadeschdin spekulierte außerdem, dass die nächsten russischen Präsidentschaftswahlen um drei bis vier Jahre vorgezogen werden; er denke, Putin werde 2026 oder 2027 die „Macht an jemanden übertragen.“

### Positionen zur Oppositionsarbeit in Russland
Boris Nadeschdin ruft seine Unterstützer eigenen Angaben zufolge nicht zum Protest gegen seinen Ausschluss von der Präsidentschaftswahl 2024 aus,  weil er, wie er sagt, aus „den Fehlern Alexej Nawalnys“ (der von der Präsidentschaftswahl 2018 ausgeschlossen worden war) gelernt habe. Laut Nadeschdin kam Nawalny ins Gefängnis „weil er Putin auf persönlicher Ebene kritisierte [...] Ich kritisiere Putins Politik, aber nie ihn als Person, ich habe nie über seine persönlichen Angelegenheiten gesprochen. [...] Korruptionsvorwürfe funktionieren in Russland überhaupt nicht, weil die Mehrheit der Russen mehr oder weniger so denkt: ‚Wenn jemand in der Regierung ist, ist es völlig normal, dass er ein wenig solchen Einkommens bezieht.’ Das ist leider so.“

### Positionen zur russischen Außenpolitik
Boris Nadeschdin bezeichnet sich in seinem politischen Programm im Jahr 2024 als „prinzipiellen Gegner der Politik des aktuellen Präsidenten“. Nadeschdin wirft dem russischen Staatspräsidenten Wladimir Putin vor, Russland in die Vergangenheit zurückzuführen, und äußerte seine Besorgnis darüber, dass Russland zum Vasallen Chinas werde, nachdem es in Folge der Invasion in der Ukraine von westlichen Ländern sanktioniert wurde.
Nadeschdin stellte im Jahr 2024 die Beendigung des Krieges in den Mittelpunkt seines Wahlprogramms; er will neue Friedensverhandlungen mit der Ukraine und der westlichen Welt aufnehmen. Er erklärte jedoch auch, dass er bezweifle, dass die Ukraine Friedensgesprächen zu seinen Bedingungen zustimmen würde und dass er nicht in der Lage sein werde, mit der Ukraine zu verhandeln, solange Wolodymyr Selenskyj Staatsoberhaupt ist. Um den Krieg zu stoppen, müsste dies laut Nadeschdin auch von der Mehrheit der russischen Bevölkerung und von der Ukraine gewollt sein. Im Januar 2024 erklärte er, dass die Krim und Sewastopol „keine Teile der Ukraine“ seien, da es für Russland unmöglich sei, sie zurückzugeben, weil dies als Zeichen der Schwäche gewertet würde. Er behauptete außerdem, dass „die überwiegende Mehrheit der Krimbewohner in Russland leben möchte“. Nadeschdin sagte, es sei unmöglich, sich vorzustellen, dass der ukrainische Staatspräsident Selenskyj oder der ukrainische General Saluschnyj einen Waffenstillstandsbefehl erlassen und nicht versuchen würden, alle Gebiete, einschließlich der Krim und Sewastopol, zurückzugewinnen. Laut Nadeschdin brauchten die russischen Behörden acht Jahre, um der russischen Gesellschaft den Eindruck zu vermitteln, dass es in Kiew Faschisten, Nazis, Banderisten gäbe und eine „militärische Spezialoperation“ (ein Euphemismus für den russischen Kriegseinsatz in der Ukraine) richtig sei. Um all dies zu beenden, sei viel Arbeit erforderlich. Es sei außerdem notwendig, das Vertrauen des Westens, ohne das ein Friedensabkommen nicht möglich sei, wiederherzustellen. Nadeschdin zufolge sollte über das Schicksal der im Jahr 2022 von Russland annektierten ukrainischen Gebiete in einem weiteren Referendum entschieden werden.
Für die russische Invasion in Georgien im Jahr 2008 machte Nadeschdin den damaligen Präsidenten Georgiens Micheil Saakaschwili verantwortlich und vermied es, Fragen zur territorialen Zugehörigkeit Abchasiens und Südossetiens zu beantworten.